# Mario Rizotto
Mario Rizotto, vollständiger Name Mario Enrique Rizotto Vázquez, (* 30. August 1984 in Canelones, Uruguay) ist ein uruguayischer ehemaliger Fußballspieler.
Rizotto, der auf der Position des Mittelfeldspielers spielt, begann seine Karriere 2006 bei Fénix. In der Saison 2006/07 wurde seine Mannschaft Meister der Segunda División und stieg in die Primera División auf. Seine Mannschaft musste jedoch schon in der Folgesaison den Gang zurück in die Zweite Liga antreten. Für Fénix absolvierte Rizotto insgesamt 40 Ligaspiele (kein Tor). 2008 wechselte er innerhalb Uruguays zum Erstligisten River Plate Montevideo. Bis einschließlich der Apertura 2012 spielte er für die Montevideaner. Dort sind für ihn 110 Erstligaspiele für River Plate Montevideo verzeichnet. Dabei gelang ihm ein Treffer. Hinzu kommen acht absolvierte Begegnungen der Liguilla Pre-Libertadores. Überdies bestritt er im Rahmen der Copa Sudamericana 2008, 2009 und 2010 auch internationale Partien und kam dort in insgesamt zehn Spielen zum Zuge. 2013 wechselte er nach Ecuador, wo er sich auf Leihbasis Independiente Terán anschloss. Bislang (Stand: 25. Februar 2017) wurde er dort in 129 Ligabegegnungen eingesetzt (sieben Tore) und spielte zudem – jeweils ohne persönlichen Torerfolg – in vier Partien der Copa Sudamericana 2013, sechs Spielen der Copa Libertadores 2014, drei Begegnungen der Copa Sudamericana 2014, elf Aufeinandertreffen der Copa Libertadores 2016 und in zwei der Copa Sudamericana 2016.

## Erfolge
- Meister der Segunda División 2006/07